# Bidarur, Sagar
Bidarur là một làng thuộc tehsil Sagar, huyện Shimoga, bang Karnataka, Ấn Độ.